# Natatolana nitida
Natatolana nitida là một loài chân đều trong họ Cirolanidae. Loài này được Hale miêu tả khoa học năm 1952.